# 2019年世界水泳選手権マリ選手団
2019年世界水泳選手権マリ選手団は、2019年7月12日から7月28日まで韓国の光州で開催された第18回世界水泳選手権のマリ選手団、およびその競技結果。

## 選手団
- 人員: 選手 3人

## 選手名簿・結果
| 選手                 | 種目               | 予選      | 予選 | 準決勝   | 準決勝   | 決勝     | 決勝     |
| 選手                 | 種目               | 結果      | 順位 | 結果     | 順位     | 結果     | 順位     |
| -------------------- | ------------------ | --------- | ---- | -------- | -------- | -------- | -------- |
| セバスティアン・クマ | 男子50m平泳ぎ      | 29秒27    | 54位 | 予選敗退 | 予選敗退 | 予選敗退 | 予選敗退 |
| セバスティアン・クマ | 男子100m平泳ぎ     | 1分04秒03 | 59位 | 予選敗退 | 予選敗退 | 予選敗退 | 予選敗退 |
| ウスマン・トゥーレ   | 男子50mバタフライ  | 27秒67    | 74位 | 予選敗退 | 予選敗退 | 予選敗退 | 予選敗退 |
| ウスマン・トゥーレ   | 男子100mバタフライ | 1分00秒81 | 72位 | 予選敗退 | 予選敗退 | 予選敗退 | 予選敗退 |
| アイチャタ・コナテ   | 女子50m平泳ぎ      | 49秒20    | 53位 | 予選敗退 | 予選敗退 | 予選敗退 | 予選敗退 |